# Induhag
Induhag war eine deutsche Automarke.

## Unternehmensgeschichte
Das Unternehmen Industrie- und Handels-Gesellschaft mbH aus Düsseldorf begann 1921 mit der Produktion von Automobilen. 1922 endete die Produktion bereits wieder. Eine andere Quelle gibt an, dass die Produktion von 1922 bis 1924 lief.

## Fahrzeuge
Im Angebot standen Dreiräder mit einzelnem Vorderrad. Ein Modell hatte einen Elektromotor. Die Höchstgeschwindigkeit war mit 25 km/h angegeben, und die Reichweite mit 60 km. Das Modell 2/4 PS hatte einen Ottomotor, der die Hinterräder antrieb. Die Fahrzeuge wurden als Einsitzer und Zweisitzer angeboten.
Eine andere Quelle gibt an, dass der Antrieb über Kette beim Elektroauto nur auf das linke Hinterrad erfolgte und beim Benzinauto nur auf das rechte Hinterrad. Der Elektromotor leistete etwa 1,5 PS und der Zweizylindermotor 4 PS. Die Spurweite betrug 115 cm und das Leergewicht des Elektroautos 155 kg.